# بنتون (کانزاس)
بنتون (به انگلیسی: Benton) شهری در ایالت کانزاس کشور ایالات متحده آمریکا است که جمعیت آن در سرشماری سال ۲۰۱۰ میلادی، ۸۸۰ نفر بوده‌است.